# Chauncey Depew
Chauncey Mitchell Depew (Peekskill, 23 de abril de 1834 - Nueva York, 5 de abril de 1928) fue un abogado, empresario y político del partido Republicano estadounidense. Es más recordado por sus dos periodos como senador de los Estados Unidos por el estado de Nueva York y por su trabajo con Cornelius Vanderbilt como abogado y presidente del Sistema del Ferrocarril Central de Nueva York.